# Agoliinus guttatus
Agoliinus guttatus är en skalbaggsart som beskrevs av Johann Friedrich von Eschscholtz 1823. Agoliinus guttatus ingår i släktet Agoliinus och familjen Aphodiidae. Inga underarter finns listade i Catalogue of Life.